# Eschen-Blattschaber

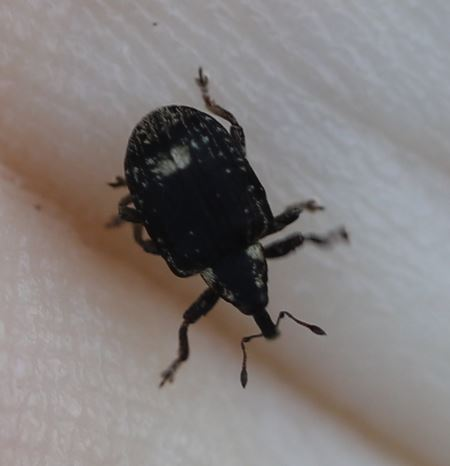
Dorsalansicht

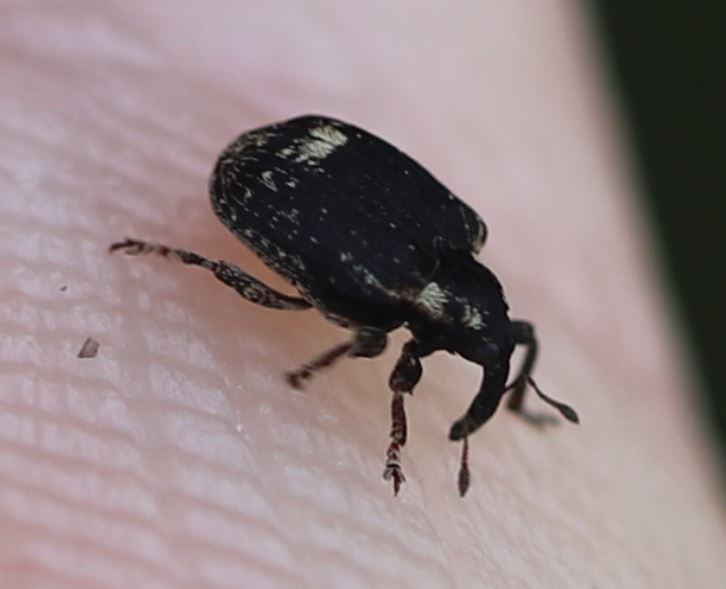
Seitenansicht

Der Eschen-Blattschaber (Stereonychus fraxini) ist ein Käfer aus der Familie der Rüsselkäfer (Curculionidae). Das lateinische Art-Epitheton fraxini bezieht sich auf die Baumgattung der Eschen (Fraxinus).

## Beschreibung
Die dunkelbraun oder schwarz gefärbten Käfer sind 2,5–3,2 mm lang. Die Fühler und Beine sind zum Teil heller bräunlich gefärbt. Die Basis der Flügeldecken überragt den Halsschild deutlich. Der Halsschild verjüngt sich nach vorne hin. Die Flügeldeckenseiten verlaufen vorne parallel, nach hinten bilden sie einen halbkreisförmigen Abschluss. Gewöhnlich bilden hinter der Mitte der Flügeldecken helle Schuppen einen breiten Querfleck. Hinter dem Querfleck sind die Flügeldecken häufig fleckig beschuppt. Häufig finden sich auf dem 5. und 7. Flügeldeckenzwischenraum helle kleine Gitterflecke. An den Halsschildseiten nahe der Basis befinden sich gewöhnlich kleine helle Gitterflecke.

## Verbreitung
Die Käferart ist in der westlichen Paläarktis verbreitet. In Europa ist sie weit verbreitet. Sie fehlt lediglich im hohen Norden sowie auf den Britischen Inseln. Im Süden reicht das Vorkommen über den Mittelmeerraum bis nach Nordafrika. In Mitteleuropa ist die Art weit verbreitet, jedoch nicht häufig.

## Lebensweise
Die Art überwintert als Imago. Die Käfer beobachtet man gewöhnlich in der Zeit von März bis Juli. Die Paarung und Eiablage an der Blattunterseite der Wirtspflanzen findet im Frühjahr statt. Zu den Wirtspflanzen der oligophagen Käferart gehören neben der Schmalblättrigen Esche (Fraxinus angustifolia), der Gemeinen Esche (Fraxinus excelsior) und der Manna-Esche (Fraxinus ornus) der Olivenbaum (Olea europaea), die Schmalblättrige Steinlinde (Phillyrea angustifolia) und die Breitblättrige Steinlinde (Phillyrea latifolia). Sowohl die Larven als auch die Imagines fressen an den Knospen und Blättern der Wirtspflanzen. Die Larven verursachen einen charakteristischen Fensterfraß. Sie verpuppen sich in einem Sekretkokon. Die Käfer der neuen Generation erscheinen ab Juni.

## Gefährdung
Die Art gilt in Deutschland als ungefährdet.